# Thebaanse spleetneusvleermuis
De Thebaanse spleetneusvleermuis (Nycteris thebaica)  is een zoogdier uit de familie van de spleetneusvleermuizen (Nycteridae). De wetenschappelijke naam van de soort werd voor het eerst geldig gepubliceerd door É. Geoffroy in 1818.